# تنيدة

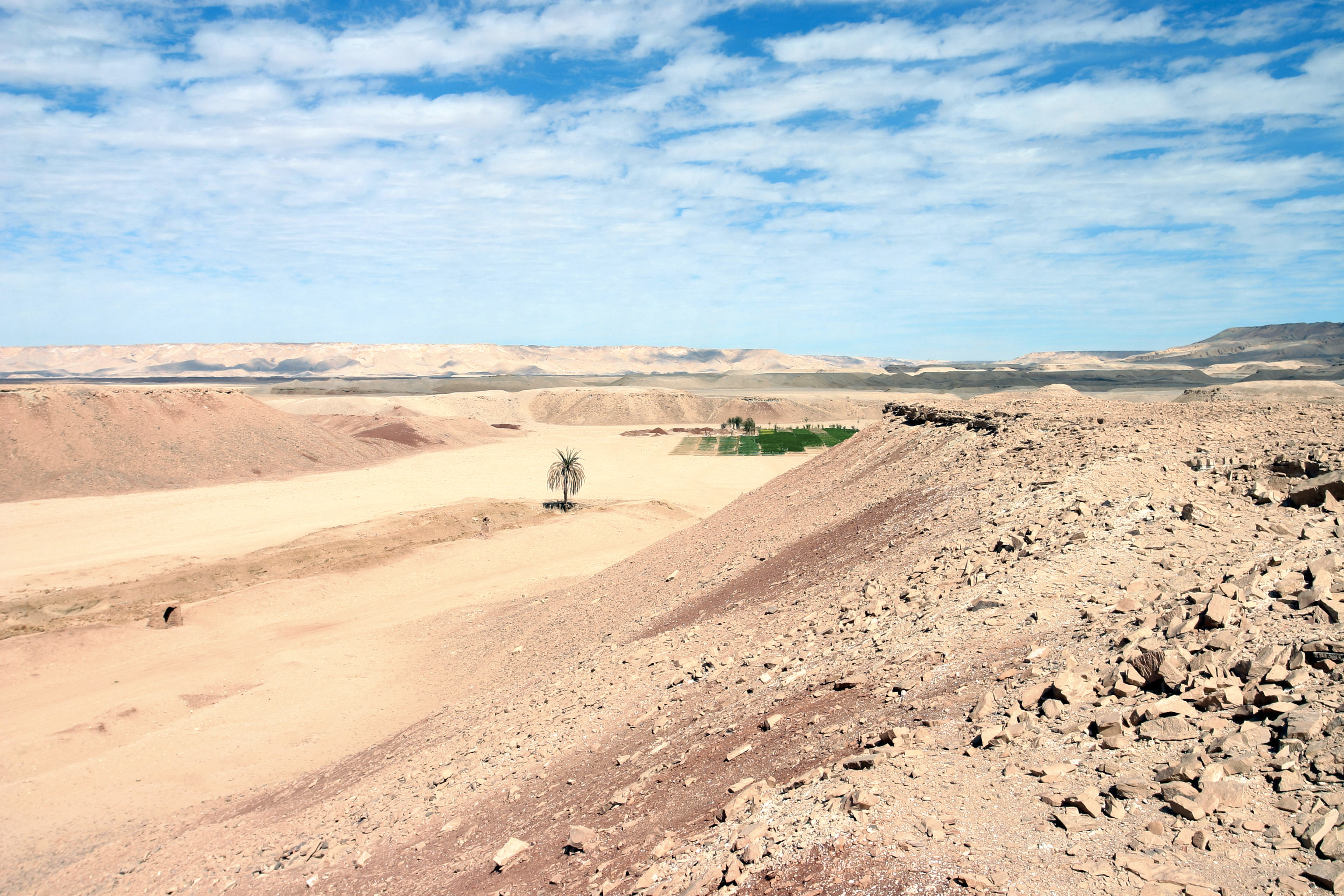

تنيدة قرية في الواحات الداخلة، مُخطط أن يُنشأ بها طريق يربطها بمنفلوط، ترتبط عبره الداخلة بمحافظة أسيوط.
هرب إليها مجموعة من البدو فارين من الاحتلال الليبي لواحة الكفرة وقابلهم المستكشف كلايتون.